# Ланген, Харолд
Харолд Ланген (нидерл. Harold Langen, род. 27 октября 1986, Маастрихт) — голландский спортсмен, гребец, призёр кубков мира по академической гребле. Участник летних Олимпийских игр 2016 годов.

## Биография
Харолд Ланген родился 27 октября 1986 года в Нидерландах. Профессиональную карьеру гребца начал с 2013 года. Первые соревнования международного уровня, на которых Ланген принял участие был — III этап Кубка мира по академической гребле 2013 года в Люцерне (2013 WORLD ROWING CUP III). В заплыве восьмёрок с рулевым (M8+) с результатом 05:25,650 его команда заняла 3-е место, уступив первенство соперникам из Германии (05:22,640 — 2-е место) и США (05:22,260 — 2-е место).
Следующая бронзовая медаль в активе Лангена была выиграна во время I этапа Кубка мира по академической гребле 2016 года, что проходил в Варесе. С результатом 06:10,890 в заплыве четвёрок без рулевого (M4-) его команда заняла третье место, уступив первенство соперникам из Италии (06:10,160 — 2-е место) и США (06:09,880 — 1-е место).
На II этапе Кубка мира по академической гребле 2016 года, что проходил в Люцерне (2016 WORLD ROWING CUP II), Ланген принимал участие в составе четвёрки без рулевого. Голландские спортсмены с результатом 05:58,290 финишировали третьими уступив соперникам из Австралии (05:55,750 — 2-е место) и Великобритании (05:55,480 — 1-е место).
Во время летних Олимпийских играх 2016 в Рио-де-Жанейро Ланген выступал в соревнованиях четвёрок без рулевого. С результатом 06:08,380 голландские гребцы заняли пятое место в финальном заплыве.